# Prusinowo Wałeckie
Prusinowo Wałeckie (deutsch Preußendorf) ist ein Dorf in der Landgemeinde (Gmina) Wałcz (Deutsch Krone) im Powiat Wałecki (Deutsch Kroner Kreis) der polnischen Woiwodschaft Westpommern.

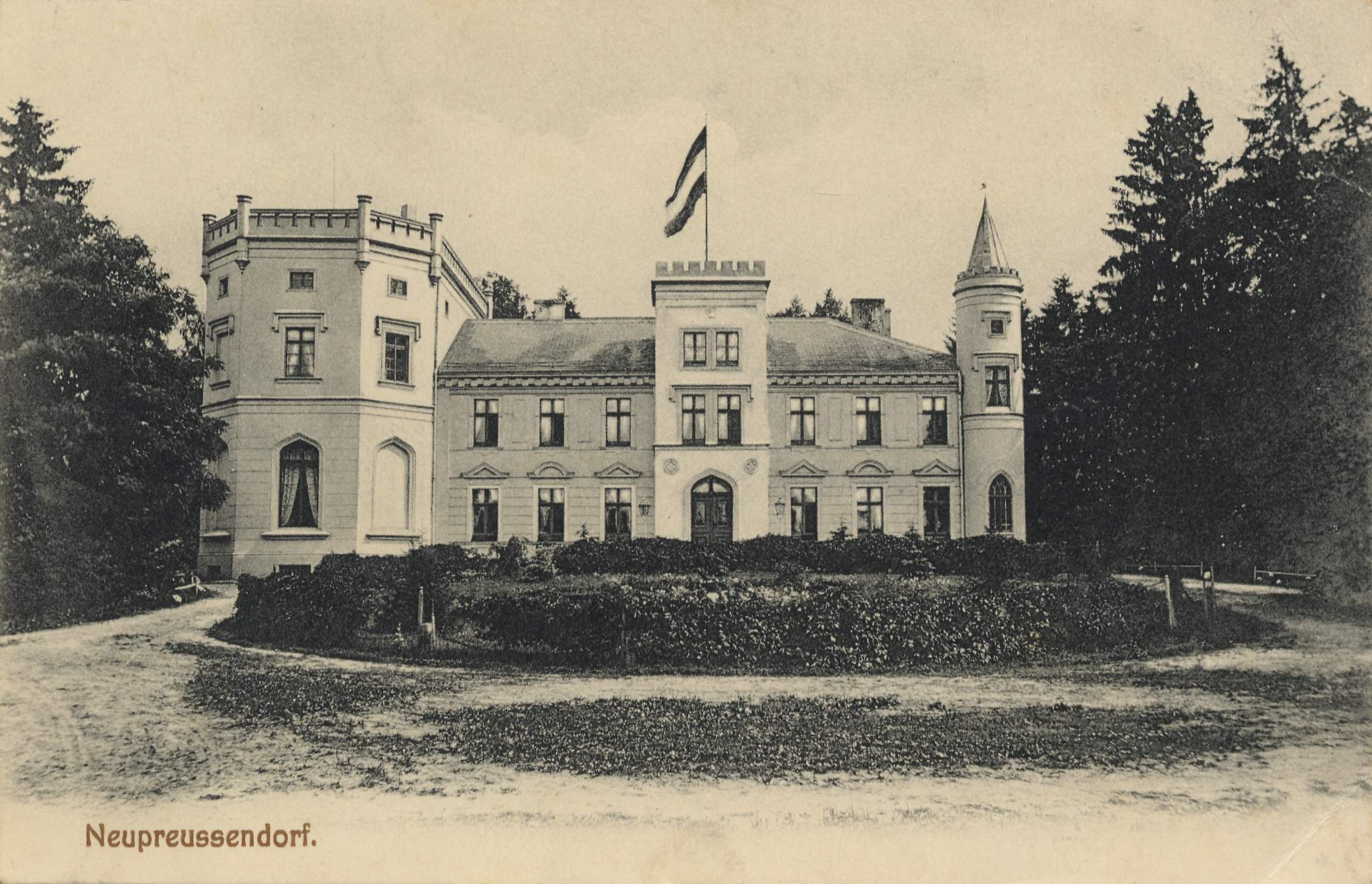
Gutshaus Neupreußendorf um etwa 1900

## Geographische Lage
Das Dorf liegt im Netzedistrikt im ehemaligen Westpreußen, etwa 14 Kilometer südwestlich von Deutsch Krone (Wałcz) und zwölf Kilometer ostnordöstlich von Tütz (Tuczno).

## Geschichte
Die Ortschaft Preußendorf gehörte früher zur Herrschaft Tütz. Ältere Ortsbezeichnungen sind Prussendorf (Anfang 17. Jh.), Prusinowo (1641), neupolnisch Pruska wieś. 1805 war ein von der Goltz Besitzer des Guts. Der Immobilienwert wurde auf 22.000 Taler geschätzt.
Besitzer des Ritterguts Neupreußendorf in Preußendorf war um 1880 Wilhelm Stegemann, der auch Vorsteher des Amtsbezirks  war.
Um 1930 hatte die Gemeinde Preußendorf vier Wohnplätze:
- Bahnhof Neu Preußendorf
- Grünwald
- Neu Preußendorf
- Preußendorf

Im Jahr 1945 gehörte Preußendorf zum Landkreis Deutsch Krone im Regierungsbezirk Grenzmark Posen-Westpreußen der preußischen Provinz Pommern des Deutschen Reichs. Preußendorf war Sitz des Amtsbezirks Preußendorf.
Im Februar 1945 wurde Preußendorf von der Roten Armee besetzt. Nach Beendigung der Kampfhandlungen wurde die Region seitens der sowjetischen Besatzungsmacht zusammen mit ganz Hinterpommern und der südlichen Hälfte Ostpreußens – militärische Sperrgebiete ausgenommen – der Volksrepublik Polen zur Verwaltung überlassen. Es wanderten nun Polen zu. Preußendorf wurde unter der polnischen Ortsbezeichnung „Prusinowo Wałeckie“ verwaltet. Die einheimische Bevölkerung wurde von der polnischen Administration aus Preußendorf vertrieben.

### Demographie
| Jahr | Einwohner | Anmerkungen |
| ---- | --------- | --- |
| 1783 | –         | adliges Dorf und Vorwerk nebst einer alten katholischen Kirche, einer Windmühle und einer Ziegelei, im Netzedistrikt, Kreis Krone, 23 Feuerstellen (Haushaltungen) |
| 1818 | 146       | adliges Dorf |
| 1864 | 255       | im Dorf und Gutsbezirk (155 Evangelische und 100 Katholiken) |
| 1910 | 189       | am 1. Dezember, davon 72 im Dorf (darunter 25 Evangelische und 47 Katholiken) und 126 im Gutsbezirk (53 Evangelische, 73 Katholiken)                               |
| 1925 | 354       | darunter 203 Evangelische und 161 Katholiken |
| 1933 | 354       | [ 8 ] |
| 1939 | 298       | [ 8 ] |

## Kirche
Im Jahr 1641 stand hier eine aus Holz gebaute katholische Kirche, die eine Filiale von Tütz war. In den dreißiger Jahren des 19. Jahrhunderts wurde in Preußendorf eine Kirche ohne Turm aus Backsteinen erbaut.